# Moča
Moča (em húngaro: Dunamocs) é um município da Eslováquia, situado no distrito de Komárno, na região de Nitra. Tem 17,87 km² de área e sua população em 2018 foi estimada em 1.128 habitantes.

## Demografia
| Ano:        | 1994 | 2004   | 2014   | 2024   |
| ----------- | ---- | ------ | ------ | ------ |
| Broj ljudi: | 1190 | 1173   | 1133   | 1145   |
| Razlika:    |      | -1,42% | -3,41% | +1,05% |

| Ano:               | 2023 | 2024   |
| ------------------ | ---- | ------ |
| Número de pessoas: | 1149 | 1145   |
| Diferença:         |      | -0,34% |